# Etroplus maculatus

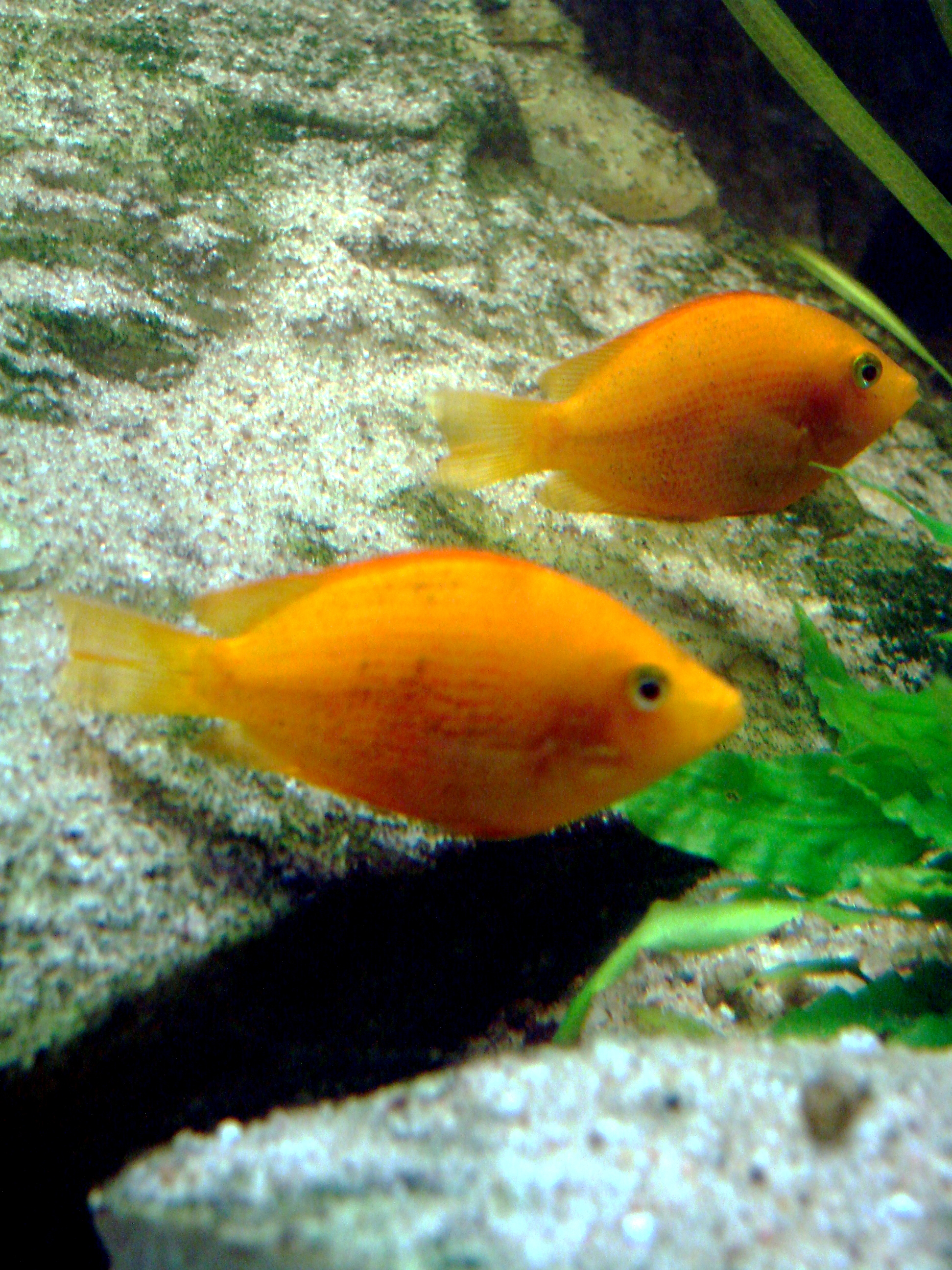
Exemplars fotografiats al parc zoològic de Breslau (Polònia).

Etroplus maculatus és una espècie de peix de la família dels cíclids i de l'ordre dels perciformes.

## Morfologia
- Els mascles poden assolir 8 cm de longitud total.[1][2]

## Alimentació
Menja alevins, zooplàncton i algues.

## Hàbitat
És una espècie de clima tropical entre 20 °C-25 °C de temperatura.

## Distribució geogràfica
Es troba a Àsia: Índia i Sri Lanka.